# Новобілоусівка
Новобілоу́сівка — село в Україні, у Прибужанівській сільській громаді Вознесенського району Миколаївської області. Населення становить 95 осіб. До 2016 року орган місцевого самоврядування — Дмитрівська сільська рада.